# دم‌خاری حنایی
دم‌خاری حنایی (نام علمی: Synallaxis unirufa) گونه‌ای از پرندگان در زیرتیرهٔ Furnariinae از تیرهٔتنورمرغان (Furnariidae) است. در کلمبیا، اکوادور، پرو و ونزوئلا یافت می‌شود.